# Valeriu Ciupercă
Valeriu Ciupercă (ryska: Валерий Николаевич Чуперка, Valerij Nikolajevitj Tjuperka), född 12 juni 1992 i Tiraspol, Transnistrien (de facto), Moldavien (de jure), är en moldavisk fotbollsspelare (mittfältare).
Han har tidigare spelat för bland annat Academia Chișinău, Anzji Machatjkala, Tom Tomsk och FK Rostov.